# 대학 입시 센터
대학 입시 센터(일본어: 大学入試センター 다이가쿠뉴시센타[*])는 대학 입시 센터 시험과 법과대학원 적성 시험을 운영하는 독립 행정 법인이다. 문부과학성 관할. 영문 명칭은 National Center for University Entrance Examinations이며, 약칭 및 도메인 이름은 일본어의 로마자 읽기로 DNC이다.

## 같이 보기
- 독립행정법인